# Pseudoterpna rectistrigaria
Pseudoterpna rectistrigaria là một loài bướm đêm trong họ Geometridae.